# 432-га ракетна бригада (Україна)
432-га ракетна бригада (432 РБр, в/ч А0771) — військове формування ракетних військ Збройних сил України, що існувало у 1992—2004 роках.

## Історія
3 січня 1992 року, після розпаду СРСР, 432-га ракетна бригада Радянської армії була підпорядкована Збройним силам України. Вона дислокувалася в ПрикВО, у м. Надвірна Івано-Франківської області, і незадовго до того, у 1991 році, була виведена зі Східної Німеччини.
В листопаді 2004 року ракетна бригада була розформована.
З 2009 року частину території займає прикарпатський військово-спортивний ліцей.

## Озброєння
- 9К79 «Точка» (SS-21)